# Gustaf Olsson (journalist)
Gustaf Fredrik Olsson, född 16 juli 1899 i Ekeby socken, Skåne, död 25 december 1951 i Bromma församling, var en svensk journalist.
Gustaf Olsson var son till bokhållaren Carl Fredrik Olsson. Han avlade studentexamen i Helsingborg 1917 studerade därefter vid Lunds universitet, där han blev filosofie kandidat 1919, filosofie licentiat 1924 och filosofie doktor 1925 med avhandlingen Det statsrealistiska problemet med särskild hänsyn tagen till den rättsfilosofiska skolan i Wien. 1924–1933 var han medarbetare på Nya Dagligt Allehanda och från 1933 vid utrikesredaktionen vid Svenska Dagbladet. Olsson var mycket kunnig inom utrikespolitiska frågor, särskilt rörande Indien, som han behandlade i ett par böcker, Den indiska författningskrisen (1929) och 1935 års indiska författning (1942). Dessutom publicerade han essäsamlingen Folken i maskintidsåldern (1932).